# Helius (Helius) fratellus
Helius (Helius) fratellus is een tweevleugelige uit de familie steltmuggen (Limoniidae). De soort komt voor in het Oriëntaals gebied.